# Troféu Cinco Violinos de 2016
O Troféu Cinco Violinos de 2016 foi a 5ª edição do Troféu Cinco Violinos disputada no dia 30 de julho no Estádio José Alvalade, Lisboa. O troféu foi vencido pelo anfitrião Sporting após uma vitória de 2-1 sobre a Wolfsburg. 
O Sporting saiu na frente do placar ainda no primeiro tempo, após assistência do brasileiro Bruno César e o gol do atacante argelino Islam Slimani, o mesmo que já havia marcado na final do ano anterior. Ainda na primeira metade Adrien Silva marcou de pênalti. No segundo tempo Anton Donkor descontou para os alemães.

## Forma de disputa
A competição consiste em uma única partida disputada em Portugal, sempre com o Sporting como anfitrião. O adversário é convidado. O vencedor da partida será declarado o campeão do torneio. Se houver empate durante o tempo normal será disputado uma prorrogação de 15 minutos para cada lado, se ainda assim persistir o empate, a disputa será decidida na cobrança de penalidades máximas.

## Equipes participantes
| País     | Equipe    | Em 2015 | Títulos (Último) |
| -------- | --------- | ------- | ---------------- |
| Portugal | Sporting  | Campeão | 4 (2015)         |
| Alemanha | Wolfsburg | –       | 0                |

## Detalhes da partida
| 30 de julho   | Sporting                             | 2 – 1     | Wolfsburg        | Estádio José Alvalade, Lisboa |
| 16:00 (UTC−3) | Islam Slimani 26' · Adrien Silva 34' | Relatório | 77' Anton Donkor | Árbitro: Rui Rodrigues        |

| Sporting | Wolfsburg |

| SPORTING:      |    |                  |       |     |
|                |    |                  |       |     |
| G              | 1  | Rui Patrício     |       |     |
| LD             | 2  | Schelotto        |       | 64' |
| Z              | 13 | Sebastián Coates |       | 76' |
| Z              | 35 | Rúben Semedo     |       | 76' |
| LE             | 31 | Marvin Zeegelaar | 54'   | 64' |
| V              | 14 | William Carvalho |       | 76' |
| V              | 17 | João Mário       |       | 46' |
| M              | 23 | Adrien Silva     |       | 55' |
| M              | 11 | Bruno César      |       | 76' |
| A              | 10 | Bryan Ruiz       |       | 55' |
| A              | 9  | Slimani          |       | 76' |
| Substituições: |    |                  |       |     |
| G              | 26 | Ažbe Jug         |       |     |
| LD             | 21 | João Pereira     | 90+1' | 64' |
| Z              | 5  | Ewerton          |       | 76' |
| Z              | 44 | Naldo            |       | 76' |
| LE             | 4  | Jefferson        |       | 64' |
| M              | 6  | Aquilani         |       | 76' |
| M              | 45 | Iuri Medeiros    |       | 46' |
| M              | 66 | João Palhinha    |       | 55' |
| A              | 29 | Barcos           |       |     |
| A              | 56 | Daniel Podence   | 82'   | 76' |
| A              | 73 | Matheus Pereira  |       | 76' |
| A              | 99 | Alan Ruiz        |       | 55' |
| Treinador:     |    |                  |       |     |
| Jorge Jesus    |    |                  |       |     |

| WOLFSBURG:     |    |                   |     |     |
|                |    |                   |     |     |
| G              | 28 | Koen Casteels     |     |     |
| LD             | 15 | Christian Träsch  |     | 46' |
| Z              | 18 | Dante             |     |     |
| Z              | 31 | Robin Knoche      |     | 46' |
| LE             | 34 | Ricardo Rodríguez |     | 61' |
| V              | 13 | Yannick Gerhardt  |     |     |
| V              | 26 | Daniel Didavi     |     | 61' |
| M              | 27 | Maximilian Arnold |     | 46' |
| A              | 7  | Caligiuri         |     | 74' |
| A              | 12 | Bas Dost          |     | 61' |
| A              | 25 | Josip Brekalo     |     | 61' |
| Substituições: |    |                   |     |     |
| G              | 1  | Benaglio          |     |     |
| Z              | 5  | Jeffrey Bruma     |     |     |
| Z              | 6  | Ascues            | 89' | 46' |
| LD             | 30 | Paul Seguin       | 86' | 46' |
| LE             | 21 | Jannes Horn       |     | 61' |
| V              | 23 | Guilavogui        | 46' | 66' |
| M              | 4  | Schäfer           |     |     |
| M              | 29 | Amara Condé       |     | 66' |
| M              | 38 | Ismail Azzaoui    |     | 74' |
| A              | 11 | Max Kruse         |     | 61' |
| A              | 17 | Borja Mayoral     |     | 61' |
| A              | 32 | Leandro Putaro    |     |     |
| A              | 35 | Anton Donkor      |     | 61' |
| Treinador:     |    |                   |     |     |
| Dieter Hecking |    |                   |     |     |